# Poa nemoralis
Poa nemoralis és una espècie de planta herbàcia poàcia perenne utilitzada per a fer una gespa, també és una planta farratgera de la qual els animals s'alimenten a la tardor.
Sovint es troba als boscos i fa fins a un mig metre d'alt. És originària d'Euràsia i s'ha introduït a Amèrica del Nord.
Creix de manera lleugerament prostrada. La tija fa fins a 60 cm d'alt. La panícula és prima poc densa i embrancada. Floreix de juny a agost.